# Брувил
Брувил (фр. Brouville) насеље је и општина у североисточној Француској у региону Лорена, у департману Мерт и Мозел која припада префектури Линевил.
По подацима из 2011. године у општини је живело 126 становника, а густина насељености је износила 12,99 становника/km². Општина се простире на површини од 9,7 km². Налази се на средњој надморској висини од 280 метара (максималној 343 m, а минималној 258 m).

## Демографија
| 1962. | 1968. | 1975. | 1982. | 1990. | 1999. | 2011. |
| ----- | ----- | ----- | ----- | ----- | ----- | ----- |
| 140   | 144   | 138   | 120   | 109   | 123   | 126   |

График промене броја становника у току последњих година